# Kanton Mauvezin
Kanton Mauvezin (fr. Canton de Mauvezin) je francouzský kanton v departementu Gers v regionu Midi-Pyrénées. Skládá se z 15 obcí.

## Obce kantonu
- Avensac
- Bajonnette
- Homps
- Labrihe
- Mansempuy
- Maravat
- Mauvezin
- Monfort
- Saint-Antonin
- Saint-Brès
- Sainte-Gemme
- Saint-Orens
- Sarrant
- Sérempuy
- Solomiac